# Willa „Zosinek” w Milanówku
Willa „Zosinek” w Milanówku – zabytkowy budynek zlokalizowany przy ul. Piłsudskiego 12 w Milanówku. 

## Historia
Willa została wzniesiona w 1912 roku, inwestorką była Maria Eubig-Gasińska. W skład zespołu willi wchodziły także stróżówka, wozownia i stajnia. W 1925 r. willę kupił adwokat Włodzimierz Żeromski, brat stryjeczny Stefana Żeromskiego. Po II wojnie światowej obiekt został znacjonalizowany. Górne kondygnacje pełniły funkcje mieszkalne, zaś dolne stanowiły siedzibę m.in. biblioteki i ośrodka kultury. W 1988 r. willa znalazła się w rejestrze zabytków w ramach zbiorczego, obejmującego ponad 400 obiektów, wpisu pod nazwą „zespół urbanistyczno-krajobrazowy miasta” (nr 1319-A). 
Według stanu na czerwiec 2020 r., budynek jest całkowicie wyłączony z użytkowania i w znacznym stopniu zdewastowany.